# يان تور أموندسين
يان تور أموندسين (بالنرويجية البوكمول: Jan Tore Amundsen)‏ هو لاعب كرة قدم نرويجي، ولد في 30 أغسطس 1968.